# Nazisploitation
Nazisploitationfilms (een samentrekking van nazi en exploitatie) zijn een genre van exploitatiefilms waarin nazi's (seksuele) misdrijven plegen, vaak conform het women in prison film-genre en die zich vaak afspelen in concentratiekampen en gevangenissen.
Bekende nazisploitationfilms zijn de Canadese film Ilsa, She Wolf of the SS (1975) en de Italiaanse films Salò o le 120 giornate di Sodoma (1975), Salon Kitty (1976) en The Gestapo's Last Orgy (1977) die als gevolg van het succes van de Ilsa-film werden gemaakt. Deze films waren minder succesvol en het genre verdween rondom het midden van de jaren 80.
Verder zijn er ook meerdere zombiefilms en andere horrorfilms met nazi's geproduceerd. Deze kunnen ook beschouwd worden als nazisploitationfilms.

## Films
- She Demons (1958)
- Vice and Virtue (1963)
- The Frozen Dead (1966)
- They Saved Hitler's Brain (1968)
- The Damned (1969)
- Love Camp 7 (1969)
- The Cut-Throats (1969)
- Torture Me, Kiss Me (1970)
- Fräuleins in Uniforms (1973)
- Hitler's Harlot (1973)
- The Night Porter (1974)
- Ilsa, She Wolf of the SS (1975)
- Salò o le 120 giornate di Sodoma (1975)
- Salon Kitty (1976)
- SS Experiment Camp (1976)
- Deported Women of the SS Special Section (1976)
- Achtung! The Desert Tigers (1976)
- The Gestapo's Last Orgy (1977)
- La Bestia in calore (1977)
- Special Train for Hitler (1977)
- Elsa Fräulein SS (1977)
- Helga, She Wolf of Spilberg (1977)
- Private House of the SS (1977)
- Women's Camp 119 (1977)
- SS Camp: Women's Hell (1977)
- Nazi Love Camp 27 (1977)
- The Red Nights of the Gestapo (1977)
- Shock Waves (1977)
- Nathalie: Rescued from Hell (1978)
- Convoy of Girls (1978)
- Bordel SS (1978) - pornofilm
- Jailhouse Wardress (1979)
- Prisoner of Paradise (1980) - pornofilm
- Zombie Lake (1981)
- Night of the Zombies (1981)
- Stalag 69 (1982) - pornofilm
- Oasis of the Zombies (1982)
- Sodoma's Ghost (1988)
- Puppet Master III: Toulon's Revenge (1991)
- Senso '45 (2002)
- Maplewoods (2003)
- Horrors of War (2006)
- S.S. Doomtrooper (2006)
- Blitzkrieg: Escape from Stalag 69 (2008)
- Outpost (2008)
- The Golden Nazi Vampire of Absam: Part II - The Secret of Kottlitz Castle (2008)
- Inglourious Basterds (2009)
- Dead Snow (2009)
- Puppet Master: Axis of Evil (2010)
- The Devil's Rock (2011)
- War of the Dead (2011)
- Puppet Master X: Axis Rising (2012)
- Outpost: Black Sun (2012)
- Iron Sky (2012)
- Nazis at the Center of the Earth (2012)
- Outpost: Rise of the Spetsnaz (2013)
- Frankenstein's Army (2013)
- Zombie Massacre (2013)
- Nazithon: Decadence and Destruction (2013) - documentaire
- Dead Snow 2: Red vs. Dead (2014)
- Zombie Massacre 2: Reich of the Dead (2015)
- Reichsführer-SS (2015)
- Puppet Master: Axis Termination (2017)
- Puppet Master: The Littlest Reich (2018)
- Overlord (2018)
- Nazi Overlord (2018)
- African Kung-Fu Nazis (2019)
- Blade: The Iron Cross (2020)